# Ngôn ngữ tại Bangladesh

Ngôn ngữ tại Bangladesh.

Ngôn ngữ chính thức và ngôn ngữ quốc gia de facto của Bangladesh là tiếng Bengal chuẩn mực hiện đại hay tiếng Bengal văn học. Nó có vai trò là lingua franca của quốc gia, với 98% người Bangladesh thông thạo tiếng Bengal như là ngôn ngữ đầu tiên của họ. Tuy nhiên, 16% dân số nói tiếng Sylheti và Chittagon mà Chính phủ Bangladesh, cũng như những người nói ngôn ngữ đó. được coi là tiếng Bengal nhưng trên thực tế, chỉ có 82% dân số nói tiếng Bengal đúng chuẩn.
Tiếng Anh, không có tình trạng chính thức, phổ biến trên khắp chính phủ, pháp luật, kinh doanh, truyền thông và giáo dục và có thể được coi là ngôn ngữ nửa chính thức của Bangladesh . Tiếng Hindi được một số nói và hiểu như là một ngoại ngữ .
Người bản xứ ở phía bắc và đông nam Bangladesh nói nhiều ngôn ngữ bản địa khác nhau.